# RP-377L Lorandit
RP-377L Lorandit (ros. РП-377Л «Лорандит») – system walki elektronicznej wykorzystywany przez armię rosyjską.

## Historia
Producentem systemu jest spółka Przedsiębiorstwo Naukowo-Techniczne Niidar-Sfiera (ros. ЗАО НТП "НИИДАР-СФЕРА") z Moskwy. Jest on przeznaczony do monitorowania łączności radiowej na częstotliwości VHF, namierzania stacji nadawczych i ich zakłócania na szczeblu operacyjnym. System jest zamontowany na pojeździe terenowym UAZ co zapewnia jego wysoką mobilność. Może pracować pojedynczo lub połączony z pojazdami tego samego systemu, z których jeden pełni funkcję punktu kontrolnego systemu.
W 2013 r. Wojska Rakietowe Przeznaczenia Strategicznego wprowadziły system na wyposażenie swoich oddziałów walki elektronicznej. Jego użytkowanie przez armię rosyjską zostało potwierdzone w 2014 r., kiedy to został zaprezentowany na Krymie, w obwodzie rostowskim i na terenie Krasnodaru. Doniesienia medialne potwierdzają, że jego wyposażenie ma służyć do zwalczania nielegalnych grup zbrojnych, grup terrorystycznych oraz źródeł ingerencji w systemy łączności. 
W zawodach załóg walki elektronicznej "Elektroniczna granica 2019" (ros. «Электронный рубеж-2019») jednostek Sił Powietrznych Federacji Rosyjskiej załoga systemu Lorandit osiągnęła najlepszy wynik w zakresie namierzania i zakłócania wrogich stacji.
Publicznie system został zaprezentowany na forum Armia-2020.

## Opis techniczny
System występuje w dwóch wersjach:
- RP-377L – wyposażenie pojazdu jest przenośne, może być zapakowane w cztery torby i wykorzystane w terenie,
- RP-377LA – wyposażenie jest zamontowane na pojeździe, który może pełnić funkcję jednostki centralnej dla innych pojazdów systemu.

System, niezależnie od wersji, może prowadzić wyszukiwanie stacji nadawczych pracujących w zakresie częstotliwości od 20 do 2000 MHz, pelengację od 25 do 2000 Mhz. Szybkość skanowania częstotliwości roboczej wynosi w przypadku wersji PR-377L 10 MHz/s, a w przypadku wersji RP-377LA 65 MHz/s. Szybkość wyszukiwania z jednoczesnym namiarem dla RP-377L wynosi 3,5 MHz, dla RP-377LA 25 MHz. Błąd wyznaczania namiaru na stacje nadawcze w przypadku obu systemów szacuje się na 3°. Szerokość pasma w wersji RP-377L wynosi 180 kHZ, a RP-377LA 1200 kHz. W trybie zagłuszania RP-377L generuje moc 40 W, RP-377LA 100 W.